# Nans Thomassey
Nans Thomassey (né le 26 avril 1986 à Grenoble), mieux connu sous son prénom Nans, est un réalisateur français. Il est notamment connu pour l'émission de télévisée Nus et culottés qu'il présente avec Guillaume Tisserand-Mouton (Mouts).

## Biographie
Il grandit en périphérie de Grenoble dans le hameau de Montgoutoux niché dans le massif de Belledonne dans les Alpes. Sa mère est directrice d'un foyer logement pour personnes âgées et son père technicien en informatique. Il développe très tôt le goût de l'aventure et de la nature avec un environnement propice à cela. Son enfance et adolescence sont aussi marquées par deux drames : l'incendie de sa maison à 6 ans et la mort de sa sœur lorsqu'il avait 15 ans.
Après avoir fait sa seconde au Lycée Ferdinand Buisson à Voiron avec option sciences de l'ingénieur, il décide de changer de Lycée et intègre le Lycée sports-nature de Die pour terminer ses études secondaires. Il y approfondira sa passion des sports-nature, de l'entraide et de la camaraderie. Il est diplômé d'un bac S mention bien. 
Il fait des études d'ingénieur à l'Institut national des sciences appliquées de Rouen et à l'Institut national des sciences appliquées de Toulouse. Dans cette dernière, en 2005, il rencontre Guillaume Tisserand-Mouton,. Il est diplômé en juin 2008 d'un diplôme en génie civil spécialité génie climatique.
De septembre 2008 à janvier 2010, il part voyager autour du monde en autostop et bateau-stop avec son ami Guillaume Charroin rencontré au Lycée. Ils traversent l'Atlantique en voilier-stop en décembre 2008 puis traversent l'Amérique de la Colombie durant l'année 2009. Ils rentrent de voyage en Cargo en janvier 2010.
A son retour, il coécrit un guide de voyage, La Bible Grand Voyageur, avec Guillaume Charroin et Annick Marie Bouchard, édité par Lonely Planet en 2012,. Ce guide est un recueil d'une quarantaine de techniques pour voyager mieux avec moins qui sera réédité 5 fois. « Sensible aux questions environnementales » et à l'écologie, c'est pour lui une façon de transmettre ses valeurs de manière pragmatique et heureuse.
À partir de 2012, ils créent Nus et culottés, une émission coréalisée avec Guillaume Tisserand-Mouton (Mouts) et Charlène Gravel, et diffusée sur France 5. Le concept de Nus & culottés repose sur une idée simple mais audacieuse : partir de zéro, littéralement. Nans et Mouts débutent chaque aventure nus dans la nature, avec pour seul équipement un baluchon de fortune. Leur objectif est de rallier une destination précise, souvent lointaine, en comptant uniquement sur la bienveillance et la générosité des personnes qu'ils rencontrent en cours de route. Nus & culottés a été bien accueilli par le public et la critique, louée pour son originalité, sa fraîcheur, et les valeurs positives qu'elle véhicule. L'émission a su se démarquer par son approche atypique et touchante des voyages et des rencontres humaines. Plus de 40 épisodes sont réalisés, en format 52 minutes puis 90 minutes à partir de 2021.
En 2015, il coréalise avec Damien Boyer le documentaire Et je choisis de vivre. Le documentaire suit le voyage d'Amande, qui, après la perte de son fils, décide d'entreprendre une marche à travers la nature, accompagnée de son ami Nans Thomassey. Ce périple à pied dans les montagnes françaises devient un chemin de guérison et de transformation pour elle. En chemin, ils rencontrent des personnes ayant vécu des expériences similaires, partageant leurs histoires et leurs émotions. Le film explore le processus du deuil, la résilience et l'importance des liens humains dans la guérison. Il sort en 2019 au cinéma puis en 2020 sur France 5. Il est financé en partie en crowd funding avec la plate forme HelloAsso. 
En 2018, il coréalise L'Autre Voix, un film documentaire réalisé avec Nabil Qerjij et Benjamin Coadic. Ce film explore les enjeux de la communication et de la réconciliation dans un monde marqué par les conflits et les différences culturelles. L'Autre Voix suit le voyage sans argent et sans parler de Nans et Nabil, cherchant à établir un dialogue et à surmonter les préjugés. L'Autre Voix a été auto-produit. Le film a été financé par le biais de financements participatifs. 
En mars 2021, Nans lance avec Kim Pasche et Guillaume Tisserand-Mouton le magazine papier La Tribu du Vivant, édité par Progressif Media, dirigé par David Bonhomme et Thomas Ghys. Le magazine se qualifie ainsi : La Tribu du Vivant renoue avec un art de vivre : celui du vagabondage, celui de l’adaptabilité et du lien. En 2022, Progressif media est racheté en partie par Vivendi-Bolloré. Nans et Mouts décident alors d'arrêter leur collaboration avec Progressif Media et en profitent pour faire évoluer leur magazine. Fin 2023, ils rencontrent la maison d'édition Bayard qui s'engage à coéditer avec eux un nouveau projet de magazine. La nouvelle formule est lancée en juillet 2024, et se concentre sur la thématique du vagabondage. Le premier numéro doit paraitre en novembre 2024.

## Filmographie
- Nus et Culottés (série documentaire, à partir de 2012, avec Guillaume Tisserand-Mouton et Charlène Gravel, produite par Bonne Pioche, diffusée sur France 5)
- Et je choisis de vivre (2015, avec Damien Boyer).
- La Guerre des trônes, la véritable histoire de l'Europe (Saison 8) (2024) : Louis Bonaparte